# Refuge de la Croix du Bonhomme
Le refuge de la Croix du Bonhomme, parfois de manière officieuse refuge du Bonhomme ou refuge du Col du Bonhomme, anciennement refuge du Col de la Croix du Bonhomme, est un refuge de montagne situé en France, dans le département de la Savoie, en région Auvergne-Rhône-Alpes, sur la commune de Bourg-Saint-Maurice.

## Géographie

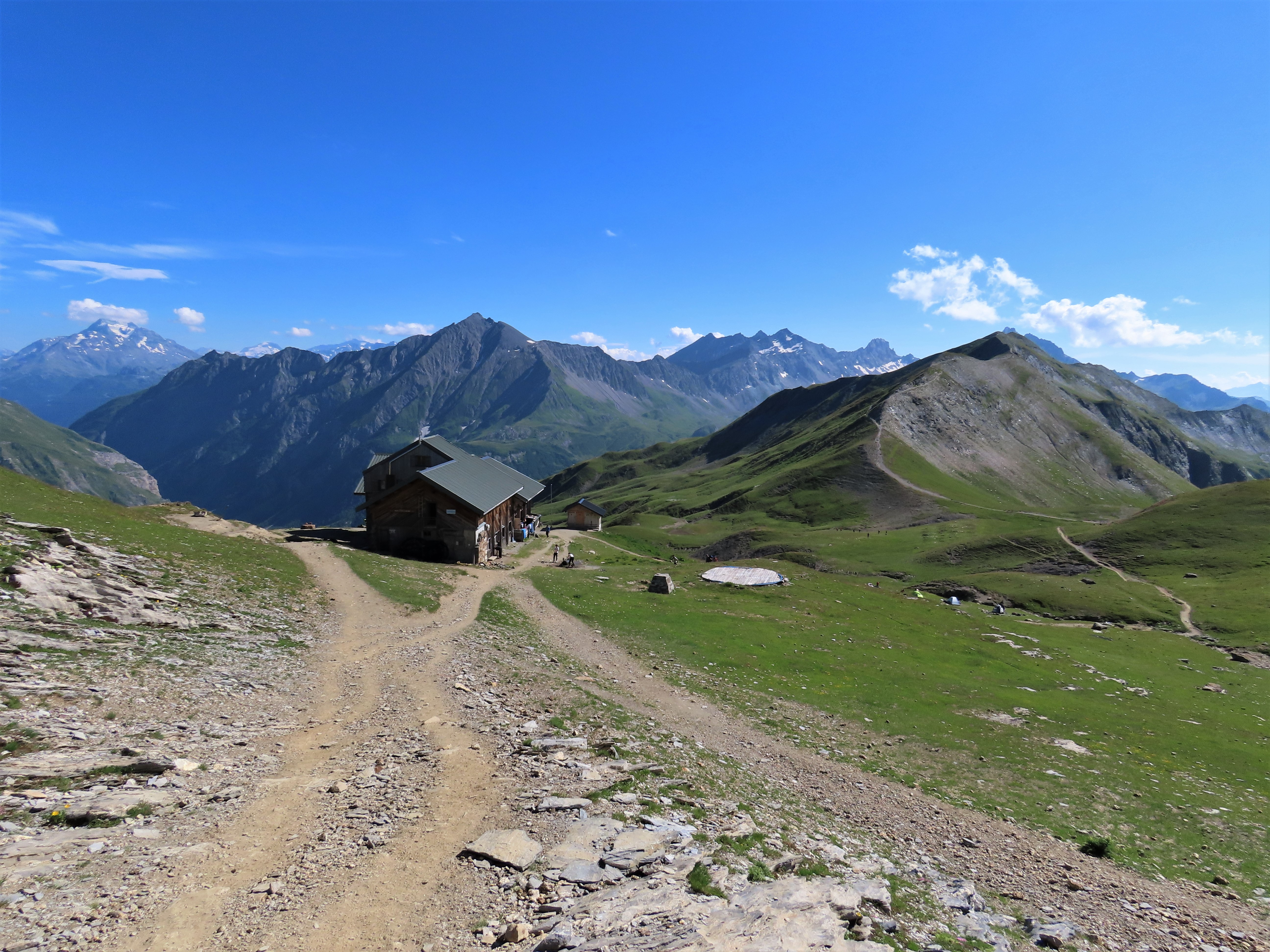
Le refuge avec le col de la Croix du Bonhomme en contre-bas et au-delà la crête des Gittes.

Le refuge se trouve juste au-dessus et au nord-est du col qui lui a donné son nom, entre la crête des Gittes au sud-ouest, les têtes Nord et Sud des Fours au nord-est et le rocher et le col du Bonhomme au nord-ouest, dans le massif du Mont-Blanc. Le refuge est situé sur la commune de Bourg-Saint-Maurice, la limite communale avec Beaufort passant à quelques dizaines de mètres à l'ouest et celle avec les Contamines-Montjoie à quelques dizaines de mètres au nord-ouest.

## Histoire
Ce refuge a été construit en 1922 par le Touring club de France (TCF). C’est à l’époque un bâtiment d’un grand confort avec chambres doubles, sanitaires et téléphone. Il est exploité jusqu’en 1940. Puis il est bombardé et en partie détruit pendant les combats de la Seconde Guerre mondiale. Il est abandonné jusqu’en 1965 puis reconstruit par des bénévoles et rouvert en 1968.
En 1983, le Club alpin français en reprend la gestion puis rachète le bâtiment en 1987. En 1992 est inauguré le « nouveau » refuge de la Croix du Bonhomme qui conserve et entoure l'ancien refuge en pierre.
Un projet de rénovation est en cours pour 2025.

## Caractéristiques et informations
Il est l’un des 10 refuges les plus fréquentés de France ; l'été, il est très souvent complet et il est donc nécessaire de réserver aussi bien pour les nuitées que pour les repas.

## Accès
L'été, le refuge est accessible à pied par le GR 5, soit à partir du Plan de la Lai (route du Cormet de Roselend versant ouest Beaufortain), où la montée en 3 heures est facile malgré le passage de la crête des Gittes, soit à partir des Chapieux (route du Cormet de Roselend versant est Tarentaise) où la montée est plus raide, soit à partir de Saint-Gervais-les-Bains via le col du Bonhomme. Le refuge est gardé l'été et peut accueillir les randonneurs qui peuvent se restaurer et se reposer.

## Ascensions
- Tête Nord des Fours (2 756 m)
- Crête des Gittes (2 538 m)
- Rocher du Vent (2 360 m)

## Traversées
- sentier de grande randonnée Tour du Mont-Blanc
- Sentier de grande randonnée de pays Tour du Beaufortain
- Sentier de grande randonnée 5 (qui est aussi le Sentier européen E2 « de la Mer du Nord à la Méditerranée »)